# Deutsche Meisterschaften im Skispringen und der Nordischen Kombination 2016

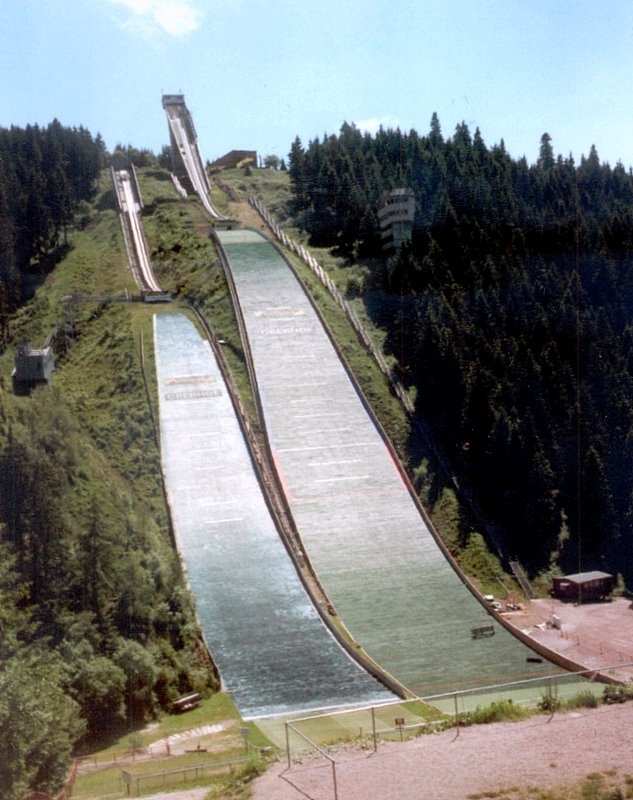
Rennsteigschanze Oberhof

Die Deutschen Meisterschaften im Skispringen und in der Nordischen Kombination 2016 fanden vom 20. bis 23. Oktober 2016 in den thüringischen Städten Oberhof, Steinbach-Hallenberg und Zella-Mehlis statt. Der Veranstalter war der Deutsche Skiverband, während der Thüringer Skiverband für die Durchführung zuständig war. Die Sprungwettbewerbe wurden auf der mit Matten belegten Rennsteigschanze ausgetragen, die ihren Hillsize bei 140 Metern hat. Der Langlauf für die Einzelwettkämpfe der Nordischen Kombinierer fand in Steinbach-Hallenberg statt, während für den Teamsprint der Stadtkurs in Zella-Mehlis gelaufen wurde. Dabei verwendeten die Athleten Rollski.
Insgesamt wurden im Skispringen der Deutsche Meister von der Großschanze, die Deutschen Meister im Team, sowie der Deutsche Juniorenmeister ermittelt. Die Nordischen Kombinierer hielten die Wettkämpfe nach der Gundersen-Methode ab. Deutscher Skisprungmeister wurde erstmals David Siegel, wohingegen Johannes Rydzek zum wiederholten Male den Meistertitel in der Kombination feierte. Der Bayerische Skiverband gewann die Teammeisterschaft der Spezialspringer, die Skiverbände Baden-Württemberg den Teamsprint. Juniorenmeister wurden Felix Hoffmann und Vinzenz Geiger.

## Programm und Zeitplan
Zeitplan der Deutschen Meisterschaften:
| Datum            | Uhrzeit      | Ereignis                                                | Ort                             |
| ---------------- | ------------ | ------------------------------------------------------- | ------------------------------- |
| Do., 20. Oktober | 19:00        | Mannschaftsführersitzung Skisprung                      | Oberhof, Multifunktionsgebäude  |
| Fr., 21. Oktober | 09:00        | Offizielles Training Skisprung HS140                    | Rennsteigschanze, Oberhof       |
| Fr., 21. Oktober | 14:00        | Teamwettkampf Skisprung                                 | Rennsteigschanze, Oberhof       |
| Fr., 21. Oktober | anschließend | Siegerehrung                                            | Rennsteigschanze, Oberhof       |
| Fr., 21. Oktober | 18:00        | Mannschaftsführersitzung Nordische Kombination          | Rathaus Steinbach-Hallenberg    |
| Fr., 21. Oktober | 19:30        | Mannschaftsführerempfang Sprung / Nordische Kombination | Heimatlon, Steinbach-Hallenberg |
| Sa., 22. Oktober | 08:30        | Offizielles Training Nordische Kombination HS 140       | Rennsteigschanze, Oberhof       |
| Sa., 22. Oktober | anschließend | PCR-Sprung Nordische Kombination                        | Rennsteigschanze, Oberhof       |
| Sa., 22. Oktober | 11:30        | Wertungsdurchgang Nordische Kombination Einzel HS 140   | Rennsteigschanze, Oberhof       |
| Sa., 22. Oktober | 13:00        | Probedurchgang Skisprung HS 140                         | Rennsteigschanze, Oberhof       |
| Sa., 22. Oktober | 14:00        | 1. Wertungsdurchgang Skisprung HS 140 Einzel            | Rennsteigschanze, Oberhof       |
| Sa., 22. Oktober | anschließend | Finaldurchgang Skisprung Einzel                         | Rennsteigschanze, Oberhof       |
| Sa., 22. Oktober | anschließend | Siegerehrung                                            | Rennsteigschanze, Oberhof       |
| Sa., 22. Oktober | 16:00        | Offizielles Lauftraining                                | Stadtkurs Steinbach-Hallenberg  |
| Sa., 22. Oktober | 17:00        | Lauf Einzel NK 10 km                                    | Stadtkurs Steinbach-Hallenberg  |
| Sa., 22. Oktober | anschließend | Siegerehrung                                            | Rathaus Steinbach-Hallenberg    |
| So., 23. Oktober | 09:15        | Probedurchgang Nordische Kombination Teamsprint HS 140  | Rennsteigschanze, Oberhof       |
| So., 23. Oktober | 10:15        | Wertungsdurchgang Nordische Kombination Teamsprint      | Rennsteigschanze, Oberhof       |
| So., 23. Oktober | 13:00        | Offizielles Lauftraining                                | Stadtkurs Zella-Mehlis          |
| So., 23. Oktober | 14:00        | Lauf Teamsprint 10 × 1,6 km                             | Stadtkurs Zella-Mehlis          |
| So., 23. Oktober | anschließend | Siegerehrung                                            | Stadtkurs Zella-Mehlis          |

## Teilnehmer
| 73 Teilnehmer aus sechs Bundesländern                                                                     | 73 Teilnehmer aus sechs Bundesländern |
| --- | --- |
| Skispringen: - Baden-Württemberg (11) - Bayern (9) - Sachsen (8) – Gastgeber - Thüringen (6) - Hessen (2) | Nordische Kombination: - Sachsen (14) – Gastgeber - Bayern (8) - Thüringen (8) - Baden-Württemberg (6) - Nordrhein-Westfalen (1) - Frankreich (5) |

## Skispringen

### Einzel

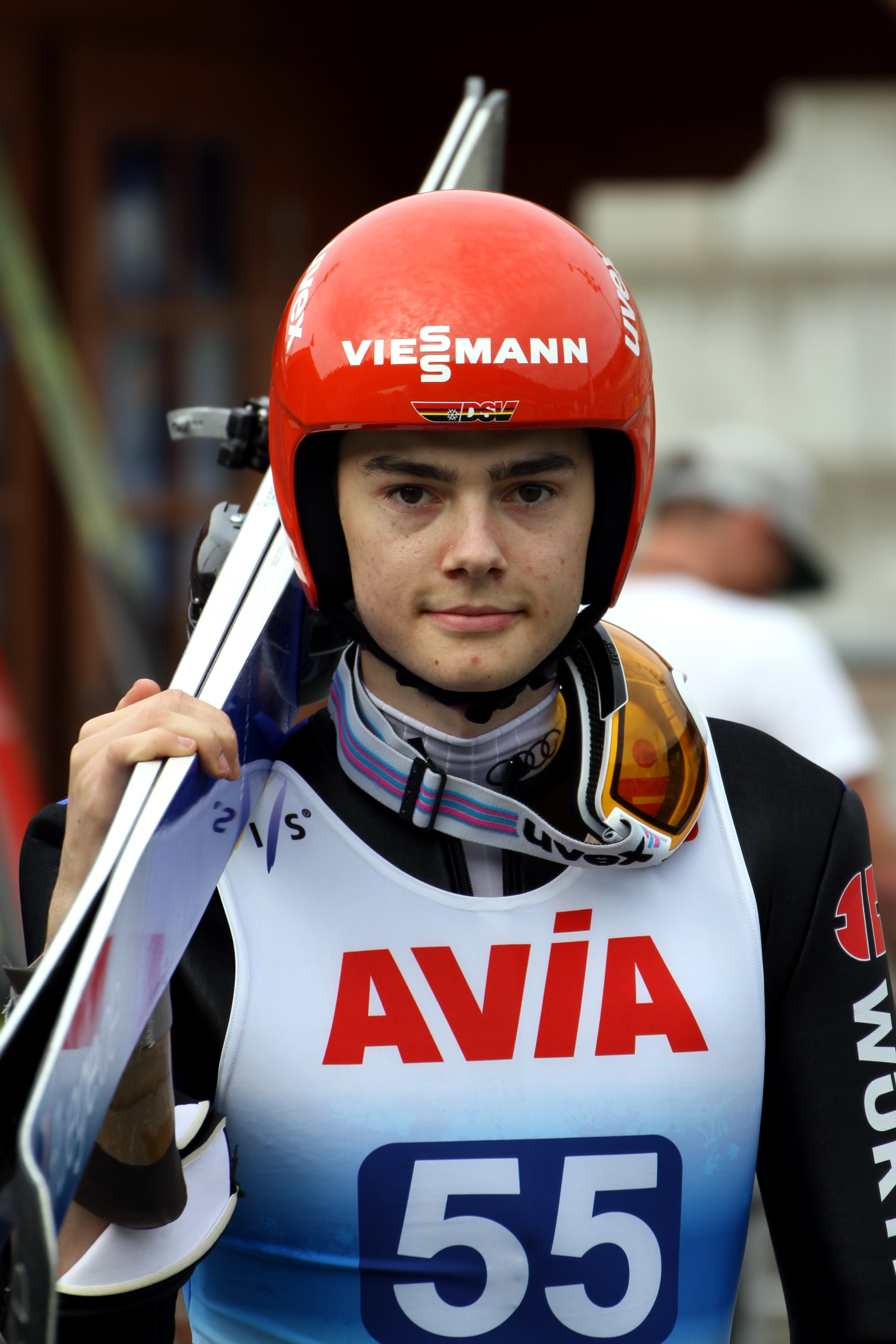
David Siegel, Deutscher Meister 2016

Der Einzelwettbewerb der Herren fand am 22. Oktober 2016 auf der Großschanze (HS 140/K 120) statt. Es waren 36 Athleten gemeldet, die alle in die Wertung kamen. Der spätere Meister David Siegel zeigte im ersten Durchgang mit 140 Metern den weitesten Sprung des Tages.
| Platz | Name                | Verein                    | Weite 1 | Weite 2 | Punkte |
| ----- | ------------------- | ------------------------- | ------- | ------- | ------ |
| 01.   | David Siegel        | SV Baiersbronn/BPOL       | 140,0   | 126,0   | 277,8  |
| 02.   | Andreas Wellinger   | SC Ruhpolding             | 137,5   | 127,0   | 275,6  |
| 03.   | Richard Freitag     | SG Nickelhütte Aue/BwFb   | 136,0   | 124,5   | 266,4  |
| 04.   | Marinus Kraus       | WSV Oberaudorf/BPOL       | 135,5   | 121,0   | 258,2  |
| 05.   | Karl Geiger         | SC Oberstdorf             | 129,5   | 126,0   | 255,9  |
| 06.   | Stephan Leyhe       | SC Willingen              | 128,5   | 127,0   | 255,4  |
| 07.   | Felix Hoffmann      | SWV Goldlauter/BPOL       | 128,5   | 123,5   | 246,6  |
| 08.   | Markus Eisenbichler | TSV Siegsdorf/BPOL        | 100,5   | 101,0   | 254,9  |
| 09.   | Andreas Wank        | SC Hinterzarten/ThLP      | 128,5   | 122,0   | 245,4  |
| 10.   | Tim Heinrich        | WSV Schmiedefeld/BPOL     | 128,5   | 117,5   | 235,8  |
| 11.   | Julian Hahn         | SG Nickelhütte Aue/SGO`th | 127,5   | 117,0   | 233,6  |
| 12.   | Constantin Schmid   | WSV Oberaudorf/CJD        | 128,5   | 116,5   | 232,0  |
| 13.   | Johannes Schubert   | SG Nickelhütte Aue/BPOL   | 126,0   | 115,5   | 227,2  |
| 14.   | Pius Paschke        | WSV Kiefersfelden         | 122,5   | 119,5   | 227,1  |
| 15.   | Justin Lisso        | WSV Schmiedefeld/SGO      | 122,0   | 116,0   | 219,9  |

### Team
Der Mannschaftswettbewerb der Herren fand am 21. Oktober 2016 auf der Großschanze (HS 140/K 120) statt. Es waren 44 Athleten in 11 Teams mit je vier Skispringern gemeldet, die alle in die Wertung kamen.
| Platz | Team                      | Name                                                            | Verein                                                              | Weite 1                 | Weite 2                 | Punkte |
| ----- | ------------------------- | --------------------------------------------------------------- | ------------------------------------------------------------------- | ----------------------- | ----------------------- | ------ |
| 01.   | Bayern (BSV) I            | Karl Geiger Marinus Kraus Andreas Wellinger Markus Eisenbichler | SC Oberstdorf WSV Oberaudorf SC Ruhpolding TSV Siegsdorf            | 132,0 131,0 134,5 126,0 | 130,0 130,5 120,5 132,5 | 1046,1 |
| 02.   | Sachsen (SVSAC) I         | Julian Hahn Johannes Schubert Martin Hamann Richard Freitag     | SG Nickelhütte Aue                                                  | 127,0 121,5 114,0 130,0 | 120,5 119,5 116,0 129,0 | 0938,0 |
| 03.   | Thüringen (TSV) I         | Sebastian Bradatsch Justin Lisso Felix Hoffmann Tim Heinrich    | TSG Ruhla/WSC 07 WSV Schmiedefeld SWV Goldlauter WSV Schmiedefeld   | 119,0 118,5 129,5 120,0 | 125,0 117,0 125,5 121,0 | 0931,9 |
| 04.   | Baden-Württemberg (SBW) I | Tim Fuchs Jonathan Siegel David Siegel Andreas Wank             | SC Hinterzarten SV Baiersbronn SC Hinterzarten                      | 121,5 121,0 131,0 112,0 | 116,5 131,0 124,0       | 0921,8 |
| 05.   | Bayern (BSV) II           | Constantin Schmid Moritz Echsler Moritz Baer Pius Paschke       | WSV Oberaudorf SC Partenkirchen SF Gmund Dürnbach WSV Kiefersfelden | 122,5 118,5 119,0 118,0 | 116,0 119,5 121,5 127,5 | 0902,0 |

### Junioren Einzel
Der Einzelwettbewerb der Junioren fand am 22. Oktober 2016 auf der Großschanze (HS140/K120) statt. Es waren 19 Athleten gemeldet, die alle in die Wertung kamen.
| Platz | Name              | Verein                    | Weite 1 | Weite 2 | Punkte |
| ----- | ----------------- | ------------------------- | ------- | ------- | ------ |
| 01.   | Felix Hoffmann    | SWV Goldlauter/SGO        | 128,5   | 123,5   | 246,6  |
| 02.   | Julian Hahn       | SG Nickelhütte Aue/SGO`th | 127,5   | 117,0   | 233,6  |
| 03.   | Constantin Schmid | WSV Oberaudorf/CJD        | 128,5   | 116,5   | 232,0  |
| 04.   | Johannes Schubert | SG Nickelhütte Aue/BPOL   | 126,0   | 115,5   | 227,2  |
| 05.   | Justin Lisso      | WSV Schmiedefeld /SGO     | 122,0   | 116,0   | 219,9  |

## Nordische Kombination

### Einzel

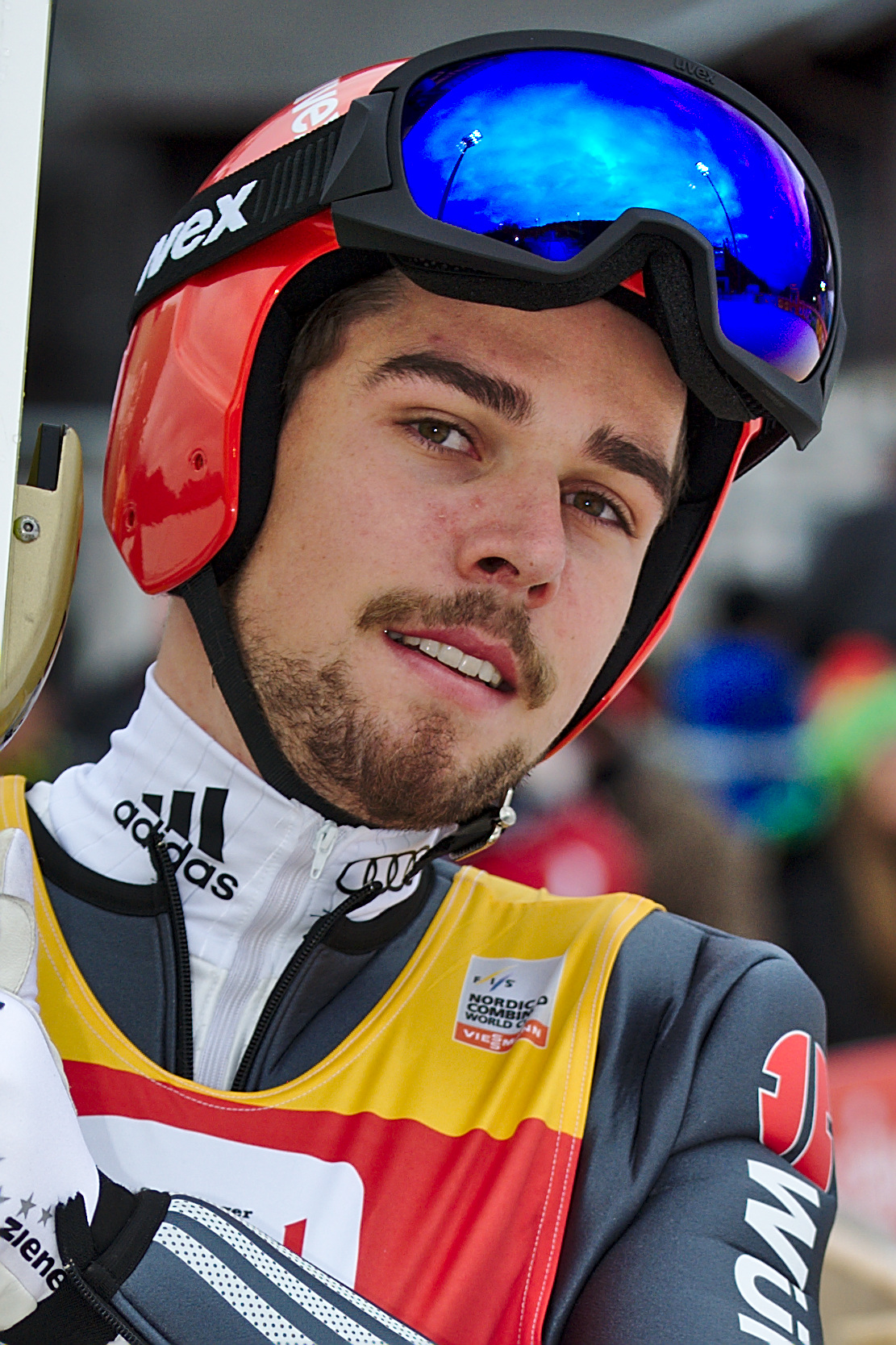
Deutscher Meister 2016 Johannes Rydzek

Der Einzelwettbewerb fand am 12. Oktober 2016 in der Gundersen-Methode (HS140/10 km) und mit Ski-Rollern statt. Es waren 44 Athleten gemeldet, jedoch gingen zwei nicht an den Start. Die Franzosen Maxime Laheurte, Laurent Muhlethaler, Antoine Gérard, Hugo Buffard und Tom Balland starteten als Gäste und werden nicht in der Ergebnisliste aufgeführt. Johannes Rydzek konnte sowohl den besten Sprunglauf als auch die beste Laufleistung vorweisen und wurde mit 10,9 Sekunden Vorsprung auf Eric Frenzel Deutscher Meister.
| Platz | Name             | Verein                        | Sprungpunkte | Laufzeit | Rückstand |
| ----- | ---------------- | ----------------------------- | ------------ | -------- | --------- |
| 01.   | Johannes Rydzek  | SC Oberstdorf                 | 133,8        | 27:02,6  |           |
| 02.   | Eric Frenzel     | WSC Erzgebirge Oberwiesenthal | 133,2        | 27:11,5  | +10,9     |
| 03.   | Manuel Faißt     | SV Baiersbronn/BwT            | 131,6        | 27:56,0  | +1:02,4   |
| 04.   | Jakob Lange      | WSV Kiefersfelden             | 122,4        | 27:29,6  | +1:12,0   |
| 05.   | Terence Weber    | SSV Geyer/BwFb                | 127,4        | 28:24,4  | +1:46,8   |
| 06.   | Tobias Simon     | SZ Breitnau/BwT               | 126,0        | 28:36,8  | +2:05,2   |
| 07.   | Vinzenz Geiger   | SC Oberstdorf                 | 117,0        | 28:17,4  | +2:21,8   |
| 08.   | Tobias Haug      | SV Baiersbronn/BwT            | 120,4        | 28:37,3  | +2:27,7   |
| 09.   | Tino Edelmann    | SC Motor Zella-Mehlis/BwO     | 130,3        | 29:26,3  | +2:37,7   |
| 10.   | Paul Hanf        | WSV Warmensteinach/BPOL       | 111,1        | 28:09,8  | +2:38,2   |
| 11.   | Phillip Blaurock | SV Biberau                    | 111,5        | 28:34,6  | +3:01,0   |
| 12.   | Michael Dünkel   | SWV Goldlauter                | 091,2        | 27:24,2  | +3:11,6   |
| 13.   | Tom Lubitz       | VSC Klingenthal/BPOL          | 088,0        | 27:23,0  | +3:23,4   |
| 14.   | Fabian Rießle    | SZ Breitnau                   | 083,2        | 27:13,3  | +3:32,7   |
| 15.   | Martin Hahn      | VSC Klingenthal/BPOL          | 082,9        | 27:16,4  | +3:36,8   |

### Teamsprint
Der Teamsprint fand am 23. Oktober 2016 auf der Großschanze und über 10 × 1,6 km statt. Es waren 34 Athleten in 17 Teams mit je zwei Kombinierern gemeldet, von denen allerdings ein Team nicht an den Start ging. Nachdem zwei weitere überrundet wurden, kamen letztendlich 14 Teams in die Wertung.
| Platz | Team                       | Name                        | Verein                                  | Sprungpunkte | Laufzeit | Rückstand |
| ----- | -------------------------- | --------------------------- | --------------------------------------- | ------------ | -------- | --------- |
| 01.   | Baden-Württemberg (SBW) I  | Manuel Faißt Fabian Rießle  | SV Baiersbronn SZ Breitnau              | 249,7        | 37:17,6  |           |
| 02.   | Bayern (BSV) I             | Jakob Lange Johannes Rydzek | WSV Kiefersfelden SC Oberstdorf         | 244,3        | 37:08,7  | +2,1      |
| 03.   | Baden-Württemberg (SBW) II | Tobias Simon Tobias Haug    | SZ Breitnau SV Baiersbronn              | 246,1        | 37:21,8  | +11,2     |
| 04.   | Sachsen (SVSAC) I          | Terence Weber Eric Frenzel  | SSV Geyer WSC Erzgebirge Oberwiesenthal | 232,1        | 36:54,2  | +11,6     |
| 05.   | Bayern (BSV) II            | Paul Hanf Vinzenz Geiger    | WSV Warmensteinach SC Oberstdorf        | 218,2        | 37:32,2  | +1:17,6   |

### Junioren Einzel
Der Einzelwettbewerb der Junioren fand am 22. Oktober 2016 in der Gundersen-Methode statt. Es waren 21 Athleten gemeldet.
| Platz | Name              | Verein                | Sprungpunkte | Laufzeit | Rückstand |
| ----- | ----------------- | --------------------- | ------------ | -------- | --------- |
| 01.   | Vinzenz Geiger    | SC Oberstdorf         | 117,0        | 28:17,4  |           |
| 02.   | Martin Hahn       | VSC Klingenthal/BPOL  | 082,9        | 27:16,4  | +1:15,0   |
| 03.   | Julian Schmid     | SC Oberstdorf         | 111,9        | 29:37,9  | +1:40,5   |
| 04.   | Anton Schlütter   | SC Motor Zella-Mehlis | 102,1        | 28:59,7  | +1:42,3   |
| 05.   | Willy Hengelhaupt | SC Motor Zella-Mehlis | 097,9        | 28:48,5  | +1:47,1   |